# Efekt kominowy

Wyjaśnienie efektu kominowego: manometry wskazują ciśnienie, kolor – temperaturę. Ponieważ ciepłe powietrze ma mniejszą gęstość powstaje różnica ciśnień.

Efekt kominowy (ciąg, cug) – zjawisko fizyczne powstawania spontanicznego przepływu cieplejszego gazu (np. powietrza) z dołu do góry w kominach. Efekt kominowy występuje też w szybach wentylacyjnych, szybach wind, szybach kopalnianych i wielu innych miejscach o pionowym układzie. 
Siłą napędową efektu kominowego są różnice gęstości wynikające np. z różnicy temperatury pomiędzy powietrzem (jakimkolwiek gazem) zewnętrznym, a wewnętrznym (w przewodzie komina). Słup wewnętrznego, ogrzanego powietrza jest lżejszy niż zimnego – zewnętrznego. Wynika z tego, że u podstawy komina w jego wnętrzu ciśnienie jest mniejsze niż na zewnątrz na tej samej wysokości. Ta różnica ciśnień wywołuje przepływ powietrza. Efekt jest tym większy, im wyższy komin i większa różnica temperatur. Z tego powodu kominy bywają ocieplane. W przemysłowych kominach o wysokości 100 m, efekt kominowy jest na tyle silny, że u jego szczytu, w ładną, bezwietrzną pogodę, prędkość przepływu powietrza dochodzi do 50-60 km/h. Energia kinetyczna rozpędzonego w kominie powietrza może zostać wykorzystana do produkcji energii elektrycznej. Kominy zbudowane specjalnie w tym celu są nazywane wieżami słonecznymi. Umieszczone w nich turbiny napędzają prądnice wytwarzające prąd.
Jeżeli przez komin będzie wentylowany gaz lżejszy od powietrza, wówczas nie musi być cieplejszy, by wystąpił efekt kominowy. Np. przy zrzucaniu azotu przy separacji tlenu lub spalaniu metanu na pochodniach.
Czasem efekt kominowy stanowi niekorzystne zjawisko, któremu trzeba przeciwdziałać. Np. efekt kominowy w klatkach schodowych wysokich budynków prowadzi do utrudnień w korzystaniu ze schodów. Przeciwdziałanie efektowi kominowemu polega zwykle na wierceniu odpowiedniej liczby otworów wentylacyjnych na całej długości szybu lub przerywaniu długich, pionowych ciągów przegrodami. 
W kominach, szybach wentylacyjnych o słabo ocieplonych ściankach może dochodzić do skraplania pary wodnej zawartej w powietrzu, co wywołuje zawilgocenie komina i ściany, oraz spływanie i kapanie wody z instalacji wentylacyjnej.